# Rytm (film)
Rytm (hindi ताल / Taal, urdu تال) to bollywoodzki dramat miłosny w języku hindi z 1999 roku w reżyserii Subhasha Ghai. Film był również dystrybuowany w języku tamilskim pt. Taalam. Zdjęcia kręcono w stanie Himachal Pradesh oraz w Toronto.
Był to pierwszy indyjski film, który ze względu na oglądalność znalazł się w zestawieniu Top 20 najpopularniejszych w USA. To druga część trylogii Subhasha Ghai z motywem tzw. NRI (Indusów przebywających na emigracji). Pozostałe to Obca ziemia (1997) i Wspomnienia (2001).
Utwór ten jest przykładem filmu masala z lat 90., mieszanki klasycznych bollywoodzkich składników: piękne kobiety, wyraziści mężczyźni, porywająca muzyka, taniec we wspaniałej choreografii, zwycięstwo miłości większej niż bariery kast, ból ojców z powodu niezgodnych z ich oczekiwaniami wyborów odchodzących dorosłych dzieci, jednanie się w rodzinie i...drań o złotym sercu.
Shahida Kapoora można zobaczyć jako tancerza w kilku piosenkach (np. „Kahin Aag Lage”). Debiutował dopiero 4 lata później w 2003 roku w Ishq Vishk.

## Fabuła
Manav Mehta (Akshaye Khanna) wykształcony w Londynie syn sławnego milionera Jagmohana Mehta (Amrish Puri) przyjeżdża do miejscowości Chamba w Himachal Pradesh), gdzie w letnim domu przebywa cała rodzina. Ojciec załatwia tu swoje interesy, syn wędrując po okolicy cieszy się wspaniałymi krajobrazami gór z pasją oddając się fotografii. W pewnym momencie wyławia wśród piękna gór jeszcze jeden obiekt godny uwiecznienia – fascynującą go swoim śpiewem i tańcem córkę miejscowego muzyka Mansi (Aishwarya Rai). Z inicjatywy ojca Maneva ich rodziny się spotykają. Jagmohan Mehta z wielkim szacunkiem i przyjaźnią traktuje ojca Mansi Tara Babu (Alok Nath). Potrzebuje jego pomocy, aby móc łatwiej porozumieć się w interesach z miejscowymi władzami. Młodzi zakochują się w sobie. Gdy ojciec Manava dowiaduje się o jego miłości do Mansi, decyduje się natychmiast wrócić z rodziną do Mumbaju. Mimo jego wielkiej miłości do Maneva, małżeństwo między młodymi, których rodziny tak bardzo różnią się pozycją społeczną nie wchodzi w grę. Rozstając się Manav przysięga Mansi, że pokona opór rodziców i doprowadzi do uwieńczenia ich miłości małżeństwem. Wkłada jej na szyję naszyjnik, który ma być zapowiedzią małżeńskiej mangalsutry. Mansi na znak pamięci wyszywa mu na swetrze słowo „Manavsi” będące połączeniem imion obojga. Ojciec stęsknionej Mansi dowiaduje się prawdy o ich miłości. Mimo że nie widzi przyszłości dla tego uczucia, próbuje pomóc stęsknionej córce. Przyjeżdżają razem do Mumbaj do jego siostry i decydują się odwiedzić we dwoje dom Manava. Rodzina Manava poniża ich, pokazując tym, jak wielka przepaść dzieli obie rodziny. Gdy ojciec Manava proponuje Tara Babu zadośćuczynienie finansowe, ten policzkuje go. Młodzi stając w obronie swoich ojców, zrywają ze sobą. Wkrótce Manav żałuje tego, prosi Mansi o wybaczenie, ale ona zraniona, urażona, nie jest w stanie mu przebaczyć tego, że ona i jej ojciec zostali poniżeni na oczach całej jego rodziny. Mansi wypełnia pustkę swojego życia bez Manava angażując się w przedstawienia sławnego w kraju muzyka Vikranta Singha (Anil Kapoor). Vikrant, plagiator piosenek jej ojca, staje się jej mistrzem w zmianie podejścia do życia. Kiedyś na początku swego życia i on wyznawał zasady swojej matki („zapominaj o swoich dobrych uczynkach”, „spełniaj obowiązki nie oczekując nagrody”), ale dziś buduje swoje bogactwo i sławę w oparciu o zasady: „daj tyle, ile dostaniesz, przede wszystkim dbaj o swoje dobro, wysiłek bez spodziewanej nagrody nie jest nic wart, a istotą życia jest wygrać w rywalizacji z innymi”. Zraniona w miłości Mansi stawia na karierę śpiewaczki i tancerki w przedstawieniach reżyserowanych przez Vikrama. Podpisuje kilkuletni kontrakt obwarowany ograniczeniami „żadnej miłości, żadnej przyjaźni, żadnego małżeństwa”. Vikram, mimo że zdecydowanie i pełna oddania miłość Manava mu imponuje, stara się trzymać swoją gwiazdę z dala od niego. Tym bardziej, że wkrótce sam pragnie złamać warunki umowy z Mansi. Zakochuje się w niej, proponuje jej małżeństwo. Szanse na spełnienie marzeń Manava maleją. Mimo tego jest on przekonany mówiąc do odrzucającego mezalians ojca  „jeśli Bóg jest w moim sercu, jeśli jestem uczciwy, to ty sam przyprowadzisz ją do mnie”, a wyśmiewającego jego miłość Vikrama upewnia, że to on sam kiedyś przyśle do niego Mansi. Vikram z Mansi wyjeżdżają do Kanady na konkurs MTV. Tymczasem Mansi z gazety dowiaduje się, że w domu Manava doszło do pożaru i ten z narażeniem życia rzucił się w płomienie, by ocalić pamiątkowy sweter z wyszytym przez Mansi ich wspólnym imieniem „Manavsi”. Poruszona tym całą swą duszę wkłada w śpiewaną na konkursie piosenkę. Wybiera piosenkę, która wzbudza w niej wspomnienia miłości Manava. Vikrant słuchając tego, patrzy na jej łzy w milczeniu. Po powrocie do Indii ma się odbyć ich ślub. Tuż przed ślubem pojawia się Manev. Mansi jest wstrząśnięta jego wyznaniem. Przekonując ją żarliwie o swojej miłości, mówi jej, że czekający ją za chwilę ślub z Vikrantem zniszczy życie trojga osób, że będzie zdradą nie tylko łączącej ich miłości, ale i zdradą wobec niekochanego przez Mansi Vikramnta. Vikrant uświadomiwszy sobie, że Mansi nadal w sercu pozostaje wierna swojej pierwszej miłości, z bólem odsyła ją do Manava. Miłość do Mansi zmienia go. Przywraca wiarę wartościom wpajanym mu kiedyś przez matkę, zgodnie z którymi istotą miłości jest poświęcenie.

## Obsada
- Anil Kapoor – Vikrant Singh – Nagroda Filmfare dla Najlepszego Aktora Drugoplanowego
- Akshaye Khanna – Manav
- Aishwarya Rai – Mansi
- Amrish Puri – Jagmohan Mehta
- Alok Nath – Tara Babu

## Muzyka
Mocną stroną filmu jest muzyka uchodząca za jedna z lepszych w bollywoodzkim kinie, która otrzymała Nagrodę Filmfare za Najlepszą Muzykę Twórcą jej jest A.R. Rahman, kompozytor Bombay, Kolorowa, Ogień, Dil Se – Z całego serca, Ziemia, Fiza, One 2 Ka 4, Lagaan, The Legend of Bhagat Singh, Ukochana, Tehzeeb, Mój kraj, Kisna, Rebeliant, Woda, Kolor szafranu, Guru czy Księżniczka i cesarz. Piosenki skomponowano do słów Ananda Bakshiego:
1. Ishq Bina – Anand Bakshi – Nagroda Filmfare za Najlepszy Tekst Piosenki
2. Taal Se Taal Milla – Alka Yagnik – Nagroda Filmfare za Najlepszy Playback Kobiecy
3. Nahi Saamne
4. Kahin Aag Lage
5. Ni Main Samajh Gayee
6. Ramta Jogi
7. Beat of Passion
8. Kariye Na
9. Raga Dance

## Nagrody
- Anil Kapoor otrzymał Nagrodę Filmfare dla Najlepszego Aktora Drugoplanowego za rolę odrzucona pierwotnie przez Govinda.